# Забайкальське
Забайка́льське (рос. Забайкальское) — село у складі Вяземського району Хабаровського краю, Росія. Адміністративний центр та єдиний населений пункт Забайкальського сільського поселення.

## Населення
Населення — 415 осіб (2010; 416 у 2002).
Національний склад (станом на 2002 рік):
- росіяни — 91 %